# André Schubert
André Schubert
André Schubert est un entraîneur et ancien joueur de football allemand né à Cassel le 24 juillet 1971. Il est l'actuel entraîneur du FC Ingolstadt.  

## Carrière
Il réalise ses études à l'Université de Cassel. Il commence à travailler comme entraîneur des jeunes en 1989, tout en jouant pour le TSV Rothwesten jusqu'en 1995. Il joue ensuite pour le FSC Lochmaben de 1995 à 1997, le TEC Wolfsanger de 1997 à 1999 et l'OSC Vellmar de 1999 à 2000. Il est coordinateur et entraîneur des jeunes, en plus d'être joueur, au KSV Baunatal entre 2000 et 2002.
Il devient ensuite coordinateur pour la DFB dans le Nord-Hesse. Il termine ses études d'entraîneur en 2004.
En mars 2006, il devient chef du développement sportif et de la jeunesse au SC Paderborn 07, et prend le contrôle de l’équipe réserve. Il devient entraîneur de l'équipe première le 13 mai 2009, après le départ de Pavel Dochev, et mène le club à une promotion en deuxième division.
Le 4 mai 2011, il est nommé entraîneur du FC Sankt Pauli pour deux ans. Il est renvoyé le 26 septembre 2012, après un mauvais début de saison qui le voit ne remporter qu'un seul match de championnat sur sept.
Le 21 septembre 2015, il est nommé entraîneur par intérim du Borussia Mönchengladbach, en remplacement de Lucien Favre, démissionnaire à la suite d'un début de saison difficile. Le 13 novembre 2015, du fait des très bons résultats obtenus par l’équipe sous son intérim, il devient l'entraîneur permanent du club jusqu'en juin 2017. Il est cependant renvoyé le 21 décembre 2016 pour mauvais résultats, le club étant alors placé à la 14e place.